# عبدالجبار عبدالله
عبدالجبار عبدالله (به عربی: عبد الجبار عبد الله، به انگلیسی: Abdul Jabbar Abdullah) (زادهٔ ۱۹۱۱ – درگذشتهٔ ۹ ژوئیهٔ ۱۹۶۹) فیزیک‌دان، هواشناس، و پژوهشگر در زمینهٔ موج اهل عراق بود.